# 莲塘庙
莲塘庙，位于中国广东省肇庆市封开县南丰镇莲塘村，为封开县的一个县级文物保护单位，类型为古建筑，公布时间为1993年5月10日。
莲塘庙的历史年代为清初。